# Ogcocephalus parvus
Ogcocephalus parvus är en fiskart som beskrevs av Longley och Hildebrand, 1940. Ogcocephalus parvus ingår i släktet Ogcocephalus och familjen Ogcocephalidae. Inga underarter finns listade i Catalogue of Life.